# ケプラー90
ケプラー90（英語: Kepler-90）とは地球からおよそ2500光年離れた、りゅう座の方向にある太陽より大きい恒星である。ケプラー宇宙望遠鏡による観測で、8個の太陽系外惑星が発見されており、太陽系に並ぶ規模であることが判明した初の惑星系である。

## 名称と歴史
ケプラー90は、ケプラーによる観測が行われる前から、2MASS J18574403+4918185という名称を持っていた。ケプラーの観測視野内に位置していたため、Kepler Input Catalogに、KIC 11442793という名称として登録された。その後、惑星候補が存在する可能性が浮上すると、Kepler object of interestに、KOI-351という名称が与えられた。
惑星はNASAのケプラーミッションで発見された。ケプラーは、惑星が恒星の手前を通過する際に生じる、恒星の光度の変動を検知する「トランジット法」で、太陽系外惑星を発見する。Kepler-90という名称は、ケプラーミッションにおいて、惑星の存在が正式に確認された、90番目の恒星である事に因む。
各惑星には、恒星名の後ろに小文字のb、c、d、e、f、g、h、iが付く。bは、恒星を公転している事が確認された、最初の惑星に与えられる。それ以降は発見順に応じて、アルファベットの小文字が付いていく。ケプラー90系には、8つの惑星があるため、iまでが使用される。最も最近に発見されたのはiであり、Googleの機械学習システムを使用して発見されたことが2017年12月14日にアメリカ航空宇宙局(NASA)によって発表された。

## 特徴
| 太陽 | ケプラー90 |
| ---- | ---------- |
| 太陽 | Exoplanet  |

ケプラー90は質量と直径が共に太陽より大きく、表面温度もわずかに高い。しかし、これらのデータの詳細な値は論文によってまちまちであり、例えば2014年に発表された論文では質量は太陽の1.118倍、半径は1.166倍としているが、2015年に発表された論文ではどちらも太陽の1.2倍と記されている。表面温度は、6,238Kで、太陽の5,778Kよりも、やや高温である。年齢は約20億年とされており、これは太陽の約46億年よりも若い。
見かけの視等級は14等級で、肉眼での観測は出来ない。

## 惑星系
| 名称 （恒星に近い順） | 質量    | 軌道長半径 （天文単位） | 公転周期 (日)     | 軌道離心率 | 軌道傾斜角      | 半径         |
| --------------------- | ------- | ----------------------- | ----------------- | ---------- | --------------- | ------------ |
| b                     | —       | 0.074±0.016             | 7.008151±0.000019 | —          | 89.4±1.5°       | 1.31±0.17 R⊕ |
| c                     | —       | 0.089±0.012             | 8.719375±0.000027 | —          | 89.68±0.74°     | 1.19±0.14 R⊕ |
| i                     | —       | —                       | 14.44912±0.00020  | —          | 89.2+0.59 −1.3° | 1.32±0.21 R⊕ |
| d                     | —       | 0.32±0.05               | 59.73667±0.00038  | —          | 89.71±0.29°     | 2.87±0.30 R⊕ |
| e                     | —       | 0.42±0.06               | 91.93913±0.00073  | —          | 89.79±0.19°     | 2.66±0.29 R⊕ |
| f                     | —       | 0.48±0.09               | 124.9144±0.0019   | 0.01       | 89.77±0.31°     | 2.88±0.52 R⊕ |
| g                     | <0.8 MJ | 0.71±0.08               | 210.60697±0.00043 | —          | 89.80±0.06°     | 8.1±0.8 R⊕   |
| h                     | <1.2 MJ | 1.01±0.11               | 331.60059±0.00037 | —          | 89.6±1.3°       | 11.3±1.0 R⊕  |

先述の通り、ケプラー90には8個の太陽系外惑星が発見されている。これらの惑星は恒星から遠いほど、半径が大きくなるという特徴がある。恒星に最も近いケプラー90bの半径は地球の1.31倍だが、一番遠いケプラー90hの半径は木星とほぼ同じである。この、恒星から遠いほど惑星の半径が大きくなる点は太陽系に似ている事からケプラー90系の構造は注目されている。内側の6惑星は、スーパーアースかミニ・ネプチューンであると考えられている。外側の2惑星は巨大ガス惑星である。一番外側のケプラー90hは、恒星からの距離が、太陽から地球までの距離(1 au)とほぼ同じである。
2014年の再観測の結果、当時未発見だったiと一番外側のhを除く6惑星は、存在を確認するための全ての条件を満たしており、一番外側のhも、これが本当の惑星であることを示す、通過のタイミングの変化を示した。
ケプラー90はケプラー宇宙望遠鏡が発見した中では唯一、惑星を8個持つ恒星であり、既知の惑星系の中で8個以上の惑星を持つ恒星は、他には太陽と、2個の未確定の惑星を含む9個の惑星を持つHD 10180しか知られていない。8つの惑星は全て、ケプラー90から1au以内の距離を公転しているが、惑星系の軌道シミュレーションでは、これらの惑星の軌道は安定している。ドイツのニュースウェブサイトThe Localによると、あるドイツ航空宇宙センターの天文物理学者は、ケプラー90系に関して、「今のところ、最も広範囲な惑星系を発見した」と述べている。

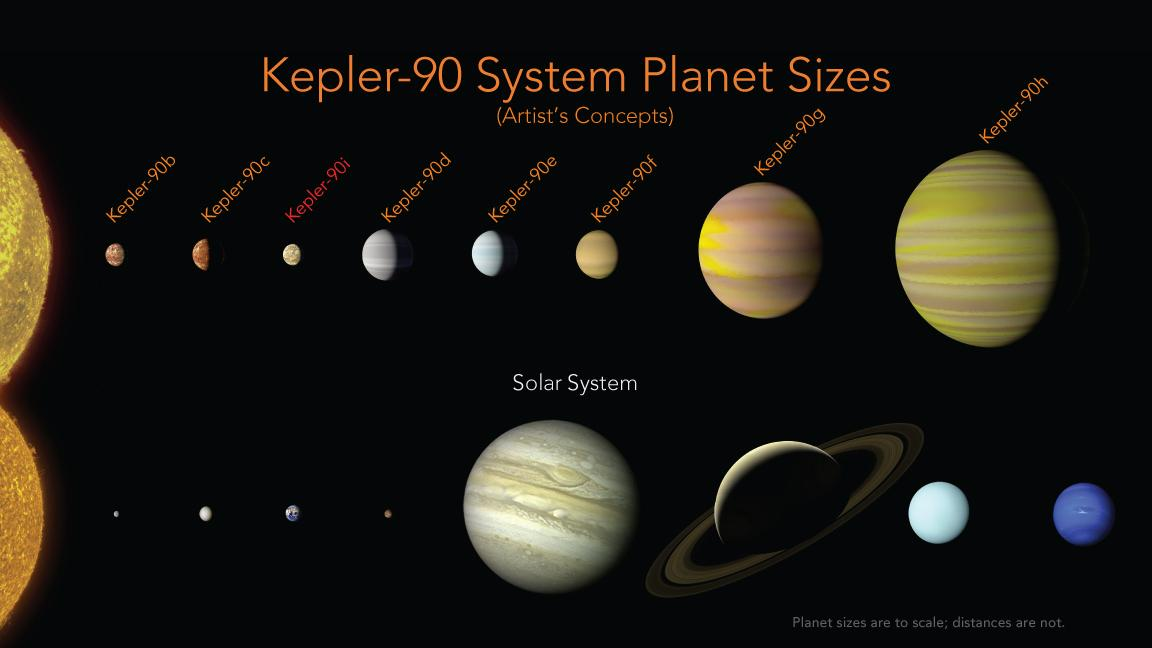
ケプラー90惑星系（上）と太陽系（下）のサイズ比較（距離比較ではない）